# Sécurité sociale en Algérie
En Algérie, la sécurité sociale désigne un ensemble de dispositifs et d'institutions majoritairement publics qui ont pour fonction de protéger les individus des conséquences d'événements ou de situations diverses. L'affiliation à la sécurité sociale de tous les travailleurs, salariés, non salariés, assimilés à des salariés, est obligatoire en Algérie.
La sécurité sociale comprend l'assurance maladie, l'assurance maternité, l'assurance invalidité, l'assurance décès, les accidents du travail et les maladies professionnelles, l'assurance vieillesse (la retraite), l'assurance chômage et les prestations familiales.

## Histoire
Après l'indépendance de l'Algérie en 1962, il existait un système de sécurité sociale très fragmenté hérité de la période coloniale, composé de plus de 11 diverses régimes : des caisses de régimes spéciaux, régime agricole, de secours minier... caractérisés par des différences dans le financement, la nature et le niveau des prestations ainsi que le mode de gestion.
C’est à partir des années 1970 que la problématique de la réforme du système de sécurité sociale est posée. Les buts de la réforme étaient l’unification des régimes, l’uniformisation des avantages et l’extension des bénéficiaires. Cette refonte s’est effectuée autour d’organes spécialisés par grands régimes de risques couverts (maladie, invalidité, retraite et chômage).
La première vague d’unification de 1983 a permis de créer d’abord deux grandes caisses :
- la Caisse nationale des assurances sociales et des accidents de travail (CNASAT) ;
- la Caisse nationale des retraites (CNR).

En 1992 est apparue une nouvelle organisation donnant naissance à trois nouvelles caisses :
- la Caisse nationale des assurances sociales (CNAS) ;
- la Caisse nationale de sécurité sociale des non-salariés (CASNOS) ;
- la Caisse nationale des retraites (CNR).

Cette nouvelle organisation prend en considération la distinction entre salariés et non salariés.
D'autres changements sont effectués en 1995 : mise en place de la Caisse nationale d'assurance-chômage (CNAC) et en 1998 : l’institution de la Caisse nationale des Congés payés des travailleurs du Bâtiment et d'Hydraulique (CACOBATPH).

## Les personnes couvertes
Le système de sécurité sociale algérien a des fondements professionnels, mais s'est étendue au fil des années à d'autres catégories de la population.
Ainsi, de nombreuses catégories de personnes n’exerçant aucune activité lucrative sont également protégées par la sécurité sociale et ont la qualité d’assuré social.
Sont donc couverts :
- les travailleurs salariés ;
- les travailleurs non salariés exerçant une activité professionnelle pour leur propre compte ;
- les catégories particulières, qui comprennent :
  - les travailleurs assimilés aux travailleurs salariés (exemple : les travailleurs à domicile, les employés par des particuliers, les marins et patrons pécheurs à la part, les artistes, les apprentis percevant plus de 50 % du salaire national minimum garanti (SNMG) ….etc),
  - Les travailleurs exerçant des activités particulières (exemple : les gardiens de parking non payants ; les personnes occupées dans les activités dites d’intérêt général, les porteurs de bagages autorisés …etc.),
  - Des personnes n’exerçant aucune activité professionnelle telles : les étudiants, les élèves des établissements d’enseignement technique et de formation professionnelle, les moudjahidines de la guerre d'indépendance algérienne, les handicapés et les bénéficiaires de l’allocation forfaitaire de solidarité, les personnes pratiquant une activité sportive organisée par l’employeur et les bénéficiaires des dispositifs d’insertion professionnelle (DAIP).
  - ces trois dernières sous catégories sont couvertes pour les risques maladie, maternité et pour celles exposées à un risque professionnel, elles bénéficient de la réparation prévue en matière d’accidents de travail et de maladies professionnelles mais n'ouvrent pas droit aux autres prestations de sécurité sociale ;
- La protection est également accordée aux ayants-droit des assurés sociaux soit :
  - le conjoint,
  - les enfants à charge,
  - les ascendants à charge ;
- Enfin, une couverture en matière de soins de santé est accordée à la charge du budget de l’Etat aux personnes démunies non assurées sociales.

## Organisation
Elle se compose de cinq caisses nationales qui ont le statut d'établissement public à gestion spécifique :
- la Caisse nationale des assurances sociales (CNAS) : destinée aux pour les travailleurs salariés, elle gère l'assurance sociale, les accidents du travail et les maladies professionnelles et les allocations familiales ;
- la Caisse nationale des retraites (CNR) : gère la retraite des travailleurs salariés ;
- la Caisse nationale d'assurance-chômage (CNAC) : gère l’assurance chômage et le dispositif de création de micro-entreprises ;
- la Caisse nationale de sécurité sociale des non-salariés (CASNOS) : gère la sécurité sociale des non salariés ;
- la Caisse nationale des congés payés et du chômage-intempéries des secteurs du bâtiment, des travaux publics et de l'hydraulique (CACOBATPH).

Toutes ces caisses sont sous la tutelle du ministère du Travail, de l'Emploi et de la Sécurité sociale.

## Financement
Le mode de financement du système découle directement de son caractère professionnel, les sources de financement sont donc essentiellement des cotisations à la charge des employeurs et des travailleurs.
Cependant, en 2006 et en 2010 des réformes du financement du système ont été introduites, Il s’agit de nouvelles ressources dites additionnelles issues de la fiscalité (taxes et prélèvements sur le produit de la fiscalité pétrolière et sur les produits ayant un lien avec les dépenses de la sécurité sociale).

### Cotisations
Pour les travailleurs salariés, le taux de cotisation est de 34,5 % du salaire soumis à cotisation, ce taux est réparti comme suit :
| Branches                                          | Quote-part à la charge de l'employeur | Quote-part à la charge du salarié | Quote-part du fond des œuvres sociales | Total   |
| ------------------------------------------------- | ------------------------------------- | --------------------------------- | -------------------------------------- | ------- |
| Assurances sociales                               | 12.5 %                                | 1.5 %                             | -                                      | 14 %    |
| Accidents du travail et maladies professionnelles | 1.25 %                                | -                                 | -                                      | 1.25 %  |
| Retraite                                          | 10 %                                  | 6.75 %                            | 0.5 %                                  | 17.25 % |
| Assurance chômage                                 | 1 %                                   | 0.5 %                             | -                                      | 1.5 %   |
| Retraite anticipée                                | 0.25 %                                | 0.25 %                            | -                                      | 0.5 %   |
| Total                                             | 25 %                                  | 9 %                               | 0.5 %                                  | 34.5 %  |

Pour les non salariés, le taux de la cotisation globale, à la charge de l’assujetti, est de 15 % calculé sur la base du revenu annuel imposable, ce taux est réparti à parts égales (7,5 %) entre les assurances sociales et la retraite.
Pour les catégories particulières inactives, le taux de cotisation à la charge du budget de l’État varie entre 0,5 % et 7 % du SNMG.

### Financement par l'État
L'État finance :
- les allocations familiales ;
- les dépenses dites de solidarité nationale à travers l'octroi d’un complément différentiel pour les retraités dont le montant de la pension issu des droits contributifs n’atteint pas le montant minimum légal, soit 75 % du SNMG et 2,5 fois le SNMG pour les moudjahidines de la guerre de libération nationale.

### Réformes du financement
Face à la demande d’une population souvent démunie, la gratuité des soins dans les structures publiques est instituée à partir de janvier 1974. Mais son application indiscriminée, la gestion et les gaspillages observés, l'augmentation démographique importante et la croissance économique faible ont rendu le financement difficile.
Le concept de contractualisation est introduit dans les lois de finances à partir de 1992, puis création d’un comité interministériel chargé de la contractualisation en 1995, mais l'application tarde à venir.
La mise en application de la promotion du médicament générique, l’introduction de la carte électronique de l’assuré social « CHIFA » et l’encouragement de la production nationale de médicaments visent également à maîtriser les coûts.
Par ailleurs, sur le plan économique, le passage de l’économie planifiée à l’économie de marché a engendré l’apparition de certaines formes d’activités informelles sur le marché du travail. Cette population ne s’acquitte pas de ses cotisations sociales mais profite de la gratuité des soins. En 2013, 73 % de la population occupée dans le secteur privé n’a pas de sécurité sociale selon l’enquête Emploi de l’Office national des statistiques.
En 2006, un Fonds National de Réserves des Retraites financé essentiellement par l’affectation de 2 % du produit de la fiscalité pétrolière, a été institué.
En 2010, la loi de finances a prévu un fonds national de sécurité sociale alimenté par une quote part de la taxe sur le tabac, une taxe sur les bateaux de plaisance et un prélèvement de 5 % sur les bénéfices nets générés par l’importation du médicament.

## Les Assurances sociales
Elles ont pour objet de couvrir les frais médicaux et d’octroyer un revenu de remplacement au travailleur salarié contraint d’arrêter son travail pour cause de maladie ou d’accident autre qu’un accident du travail,.

### Prise en charge des soins ou prestations en nature
Les prestations en nature concerne les actes médicaux, chirurgicaux, d’imagerie médicale, d’analyses biologiques, les produits pharmaceutiques, l’hospitalisation, les soins et prothèses dentaires, l’appareillage, l’optique médicale, le planning familial, la rééducation et la réadaptation professionnelle, les cures thermales ou spécialisées, le transport sanitaire et le déplacement du malade.
Le remboursement s’effectue au taux de 80 % des tarifs fixés par voie réglementaire, ce taux est porté à 100 % pour certaines maladies chroniques, certaines prestations sont soumises à l’accord préalable de la caisse.
Les soins dispensés par les structures sanitaires publiques sont gratuits, ils sont financés par l’État et un forfait annuel que verse la sécurité sociale appelé « forfait hôpitaux », qui a atteint 92 milliards de DA en 2020 et atteindra 101 milliards de DA en 2021.
Concernant ce dernier point une réforme est engagée , il s’agit de la contractualisation entre les organismes de sécurité sociale et les établissements publics de santé pour la prise en charge des assurés sociaux .

### Les prestations en espèces
Elles ne sont accordées qu'aux travailleurs salariés.
L’assuré perçoit une indemnité journalière pour toute la durée d’arrêt de travail prescrit pour raison de santé.
L’indemnité journalière est égale à :
- 50 % du salaire soumis à cotisation net pendant les 15 premiers jours d’arrêt de travail ;
- 100 % à compter du 16e jour ou à compter du 1er jour en cas d’hospitalisation ou de maladie de longue durée.
Le service des prestations en espèces est assuré pour une durée maximum de :
- 3 ans en cas de maladie de longue durée ;
- 300 jours pour 2 années consécutives pour toute autre affection.
Les droits en assurance maladie sont subordonnés à l’accomplissement d’une période de travail. L’assuré doit, en outre fournir les pièces et justifications médicales, administratives et d’Etat civil requises.
Ces mesures, conditions et formalités sont exigées en matière d’assurance maternité, invalidité et décès.

### Les prestations complémentaires
Actions à caractères sanitaires et sociales au profit des assurés sociaux et de leurs ayants-droit et ce, dans des domaines précis, par exemple :
- la réalisation de quatre centres régionaux d’imagerie médicale, qui contribuent au dépistage précoce des maladies lourdes et coûteuse (dont le cancer du sein) et à l’amélioration de l’accessibilité des assurés sociaux aux examens de radiologie onéreux,
- la mise en place d’un programme spécifique pour les cliniques spécialisées dans la prise en charge de pathologies complexes pourvoyeuses de transferts pour soins à l’étranger (clinique de chirurgie cardiaque infantile et clinique d’orthopédie spécialisée en matière de scoliose). En 2019, 4,5 milliards de DA ont été dépensés pour la prise en charge de la chirurgie cardiaque dans les cliniques privées (29 cliniques),12 milliards de DA pour les centres d’hémodialyse privés (193 centres) et 3,5 milliards de DA pour le transport sanitaire privé (343 transporteurs).
- depuis mai 2022, la CNAS et la CASNOS remboursent les femmes assurées qui accouchent dans des établissements hospitaliers privés conventionnés, ces conventions visent « à alléger la charge sur les établissements hospitaliers publics, au vu du grand nombre de naissances enregistré annuellement » (environ un million de naissances par an).

### L’assurance maternité
Les avantages portent sur le remboursement des soins et frais médicaux et pharmaceutiques engagés pour la grossesse et l’accouchement. Ils comprennent aussi le remboursement des frais d’hospitalisation de la mère et du nourrisson dans les cliniques privées, l’hospitalisation dans les structures publiques de santé étant gratuite.
Le remboursement s’effectue au taux de 100 % des tarifs réglementaire. Si la parturiente est une travailleuse salariée, elle bénéficie d’un congé de maternité d’une durée de 14 semaines. L’indemnité journalière est égale à 100 % du salaire soumis à cotisations net.

### L’assurance invalidité
Elle consiste en l’octroi d’une pension à l’assuré social âgé de moins de 60 ans, présentant une invalidité qui réduit sa capacité de travail ou de gain de 50 % au moins.
Il existe 3 catégories d’invalides et de pensions :
- Première catégorie : Invalides capables d’exercer encore une activité ; Le taux de la pension est de 60 %.

- Deuxième catégorie : Invalides absolument incapables d’exercer une activité ; le taux de la pension est de 80 %.

- Troisième catégorie : Invalides absolument incapables d’exercer une activité, et qui sont en plus obligés de recourir à une tierce personne pour accomplir les actes ordinaires de la vie. Le taux de la pension est de 80 %, ce taux est majoré de 40 % (majoration pour tierce personne).

A noter que les non salariés n’ont pas droit à la pension de la première catégorie. En cas d’invalidité totale et définitive un droit à pension est ouvert sur la base du salaire de référence qui est le revenu annuel soumis à cotisations.

### L’assurance décès
Elle a pour objet le versement d’un capital décès aux ayants- droit de l’assuré social décédé. Le capital décès est égal à 12 fois le montant du salaire du meilleur mois de la dernière année précédant la date du décès ou 12 fois le montant mensuel de la pension ou de la rente s’il s’agit d’un retraité, d’un invalide ou d’un titulaire d’une rente d’accident du travail ou de maladie professionnelle.
S’il s’agit d’un travailleur non salarié, le montant du capital décès est égal au revenu annuel soumis à cotisation.

## La retraite
Une pension de retraite est accordée au travailleur qui remplit les conditions ci–après :
1. être âgé de 60 ans (65 ans pour le travailleur non salarié) ;
2. avoir travaillé pendant 15 ans au moins dont au moins 7 ans et demi ayant donné lieu à un travail effectif et versement de cotisations. Cette durée est réduite de moitié pour les travailleurs moudjahid de la guerre de libération nationale.

L’âge est réduit de 5 ans pour la femme travailleuse et pour le travailleur ayant la qualité de moudjahid de la guerre de libération nationale. La femme travailleuse a droit à une réduction d’un an de l’âge légal de la retraite par enfant élevé, dans la limite de 3.
Chaque année de travail est validée au taux de 2,5 % au titre de la retraite (3,5 % pour les années de participation à la guerre de libération nationale).
Le taux plein de la pension de retraite est de 80 % (100 % pour le moudjahid de la guerre de libération nationale). Le montant brut maximum de la pension ne peut dépasser 15 fois le SNMG.
Le salaire de référence pour le calcul de la pension de retraite est celui des 5 dernières années d’activité ou des 5 meilleures années de la carrière du travailleur salarié et des 10 meilleurs revenus annuels pour le non salarié.
Depuis 2023, le montant minimum de la pension de retraite ne peut être inférieur au SNMG (2,5 fois le SNMG pour le moudjahid de la guerre de libération nationale) quel que soit le montant de la pension issu des droits contributifs.
Lorsque le travailleur ne réunit pas 15 ans d’activité mais justifie d’au moins 5 ans ou 20 trimestres de travail, il peut bénéficier d’une allocation de retraite calculée dans les mêmes conditions que la pension de retraite. Cette allocution ne peut, depuis 2023, être inférieure à 75 % du SNMG.
Le titulaire d’une pension ou allocation de retraite a droit à une majoration pour conjoint à charge égale à 1 500 DA par mois.
Il existe une revalorisation annuelle des pensions de retraite mais qui reste faible si on la compare à l'inflation,.
Le nombre de retraités en Algérie s’élève à 3,2 millions en 2021, avec environ 130 000 nouveaux retraités chaque année.

## Les accidents de travail et maladies professionnelles
Les événements indemnisés sont :
- l’accident de travail proprement dit survenu par le fait ou à l’occasion du travail ou au cours d’une mission professionnelle ;
- l’accident de trajet ;
- la maladie professionnelle liée aux activités exercées pendant une durée déterminée et figurant dans une liste fixée par voie réglementaire.
Les prestations accordées dans ce cadre sont les suivantes :
- remboursement des soins et octroi d’une indemnité journalière durant la période d’incapacité temporaire. Les prestations sont accordées au taux de 100 %.
- octroi d’une rente si après consolidation de la lésion, l’accident, (ou la maladie) laisse des séquelles. Toutefois si le taux de l’incapacité permanente est inférieur à 10 %, il est attribué un capital unique.

## La protection contre le risque de perte de l’emploi
Cette protection est prévue dans le cas de perte de l’emploi pour raison économique et de façon involontaire à la suite de compression d’effectifs ou de cessation d’activité de l’employeur. Sont concernées les entreprises du secteur économique public ou privé. Elle comprend deux volets : la retraite anticipée (gelée depuis 2016) et l’assurance chômage.

## Les prestations familiales
Les prestations familiales sont financées sur budget de l’Etat. Les bénéficiaires sont les travailleurs salariés et les anciens travailleurs salariés (retraités).
En matière de prestations familiales , il est prévu :
- l’allocation familiale servie au titre de chaque enfant, à compter du 1er enfant jusqu’à l’âge de 17 ans, avec possibilité de prolongation jusqu’à 21 ans en cas de poursuite d’études, de formation ou de maladie de l’enfant concerné.
- le montant de l’allocation familiale varie de 600 DA à 300 DA par enfant.

## Contentieux
Les litiges relevant du contentieux général sont portés devant les commissions de recours préalablement à tout recours aux juridictions. Les recours juridictionnels relèvent de la compétence des juridictions administratives.
Les litiges relevant du contentieux médical sont réglés, suivant le cas, par la procédure de l'expertise médicale ou dans le cadre des commissions d'invalidité de wilayas qualifiées.

## Code des pensions militaires
Le personnel militaire et le personnel civil assimilé bénéficient d'un régime spécial de retraite.
Le personnel militaire de carrière a droit à la retraite en accomplissant 25 ans de service  militaire effectif (retraite sans condition d'âge), néanmoins, le droit à la pension de retraite est acquis aux militaires de carrière n'ayant pas accompli 25 ans de service et ayant accompli, au moins, quinze (15) ans de service militaire effectif "sur demande acceptée".
Le personnel civil assimilé a droit à la retraite à l'âge de 60 ans, néanmoins, ce droit est acquis pour ceux n'ayant pas atteint l'âge de 60 ans "sur demande acceptée".
Il s'agit de même pour ceux ayant "cessé définitivement de servir dans les rangs de l'Armée Nationale Populaire (ANP), pour cause de maladies, de blessures contractées lors d'opérations, d'exercices, de manœuvres ou d'entraînement ou par suite d'un acte de terrorisme, d'un attentat survenu dans l'exercice, ou à l'occasion de l'exercice de leurs fonctions".
Par ailleurs, "ne sont admis à la retraite qu'à l'expiration de leur contrat", les sous-officiers contractuels n'ayant pas accompli 19 ans de service civil et/ou militaire effectifs et des hommes du rang contractuels n'ayant pas accompli 15 ans de service militaire effectifs, hormis ceux ayant cessé définitivement de servir dans les rangs de l'ANP, pour cause de maladies ou de blessures contractées lors d'opérations, d'exercices, de manœuvres ou d'entraînement ou par suite d'un acte de terrorisme, d'un attentat survenu dans l'exercice ou à l'occasion de l'exercice de leurs fonctions.
Quant aux militaires et aux personnels civils assimilés, comptant moins de 15 années de service militaire effectif, un droit à une solde de réforme est acquis, "la solde de réforme ne peut être inférieure au salaire national minimum garanti". Cette disposition est étendue par l'Ordonnance n° 21-04 du 18 avril 2021, modifiant et complétant l’ordonnance n° 76-106 du 9 décembre 1976, portant code des pensions militaires, aux militaires qui ont cessé définitivement de servir dans les rangs de l'ANP pour fin de contrat, en plus de ceux radiés par mesures disciplinaire et ceux placés en position de réforme.

## Fonds spécial de retraite des cadres supérieurs de l'État

### Création
Le premier embryon remonte au 8 mars 1980, qui a vu la création du Fonds spécial de retraite des membres de la direction politique du FLN et des anciens présidents du GPRA.
En 1983, le gouvernement fait des réformes concernant le système de sécurité sociale la loi n°83-11 relative aux assurances sociales ainsi que la loi n°83-12 relative à la retraite. Quatre mois après l’adoption de ces lois, le président Chadli Bendjedid signera deux décrets : le premier, le n°83-615, relatif aux pensions des anciens présidents de la République, prévoit que ces derniers « perçoivent une pension égale aux traitements de président en exercice ».
Le second décret est relatif aux pensions des membres de la direction politique du FLN et du gouvernement dans lequel il leur est concédé un « droit à pension d’ancienneté sans condition d’âge ». C’est ce décret (n° 83-616) qui officialise la création du Fonds spécial de retraite des cadres supérieurs de la nation. L’article 20 précise que le FSR est créé « auprès de la Caisse générale des retraites (…), doté de l’autonomie financière », chargé d’« assurer la gestion des pensions de retraite pour les membres de la direction politique du FLN et du gouvernement ainsi que pour les cadres supérieurs du parti et de l’État ».

### Financement
L’article 21 du décret (n° 83-616) précise que le Fonds spécial de retraite est alimenté par les cotisations des affiliés, la contribution et les subventions de l’État, sans préciser la part de chacun. Une estimation du nombre des hauts cadres passés par les différents postes fait état de 50 000 à 55 000 affiliés au FSR.

### Avantages
20 ans de travail dont 10 en poste supérieur suffisent à l’ouverture du droit à une pension d’ancienneté sans condition d’âge (article 1er du décret n°83-616 relatif aux pensions des cadres supérieurs du parti et de l’État).
En 2014, une instruction interministérielle est venue préciser les conditions d’ouverture du droit à la pension de retraite proportionnelle sans condition d’âge.
Le cadre supérieur ayant travaillé 20 ans au moins dans les structures de l’État ou du parti, dont sept au moins en qualité de cadre supérieur de rang égal ou supérieur à directeur d’administration centrale, ou dix années au moins en qualité de cadre supérieur de rang égal ou équivalent à la fonction de sous-directeur d’administration centrale percevront des pensions du FSR.
Dans le premier cas de figure, l’intéressé bénéficie d’une pension minimale calculée sur le taux de 85 %. Pour le sous-directeur et/ou équivalent, un modique taux de 83,3 %, taux supérieur à celui du régime général qui est de 80 %.
Quant à la pension de réversion, l’article 12 du décret n° 83-617 stipule que la veuve de l’affilié bénéficie d’une pension égale à 75 % de la pension. Lorsque le décès survient en activité, la pension est portée à 100 %.

### Polémique
Plusieurs voix se sont élevées contre le régime spécial des retraites « l’existence d’un fonds spécial des retraites est devenue une simple spoliation des deniers publics au bénéfice d’une catégorie de privilégiés dont certains on fait beaucoup de mal au pays ». Djilali Hadjadj, journaliste spécialisé dans les questions de retraite, déclare que le « cadre supérieur de l’État peut bénéficier d’une pension correspondant non seulement à 100 % du dernier salaire perçu, indemnités comprises, mais peut aussi voir sa pension augmenter au fur et à mesure les revalorisations de salaire de dernier poste occupé ». Les députés et membres du Sénat ont, depuis 2002, un traitement particulier, le statut qui leur est accordé donne droit à n’importe quel parlementaire de bénéficier d’une retraite de cadre supérieur de l’État s’il accomplit deux mandats, et un parlementaire qui fait un seul mandat de 5 ans, additionné à une cotisation de 15 ans dans une autre caisse du régime général peut également prétendre à une retraite, à vie, équivalant à l’indemnité principale d’un député en poste. Cette rémunération augmente en fonction de la hausse de l’indemnité des parlementaires.
Outre les pensions, ces retraités peuvent prétendre à un autre privilège : en cas de nomination à une nouvelle fonction, ils peuvent garder une pension de retraite et bénéficier, en plus, de 40 % du salaire du nouveau poste qu’ils occupent.